# Zegar szkieletowy
Zegar szkieletowy to każdy zegar działający w sposób mechaniczny, w którym części ukrywające wewnętrzny mechanizm zostały celowo usunięte lub zmodyfikowane, tak aby mechanizm zegara stał się widoczny.

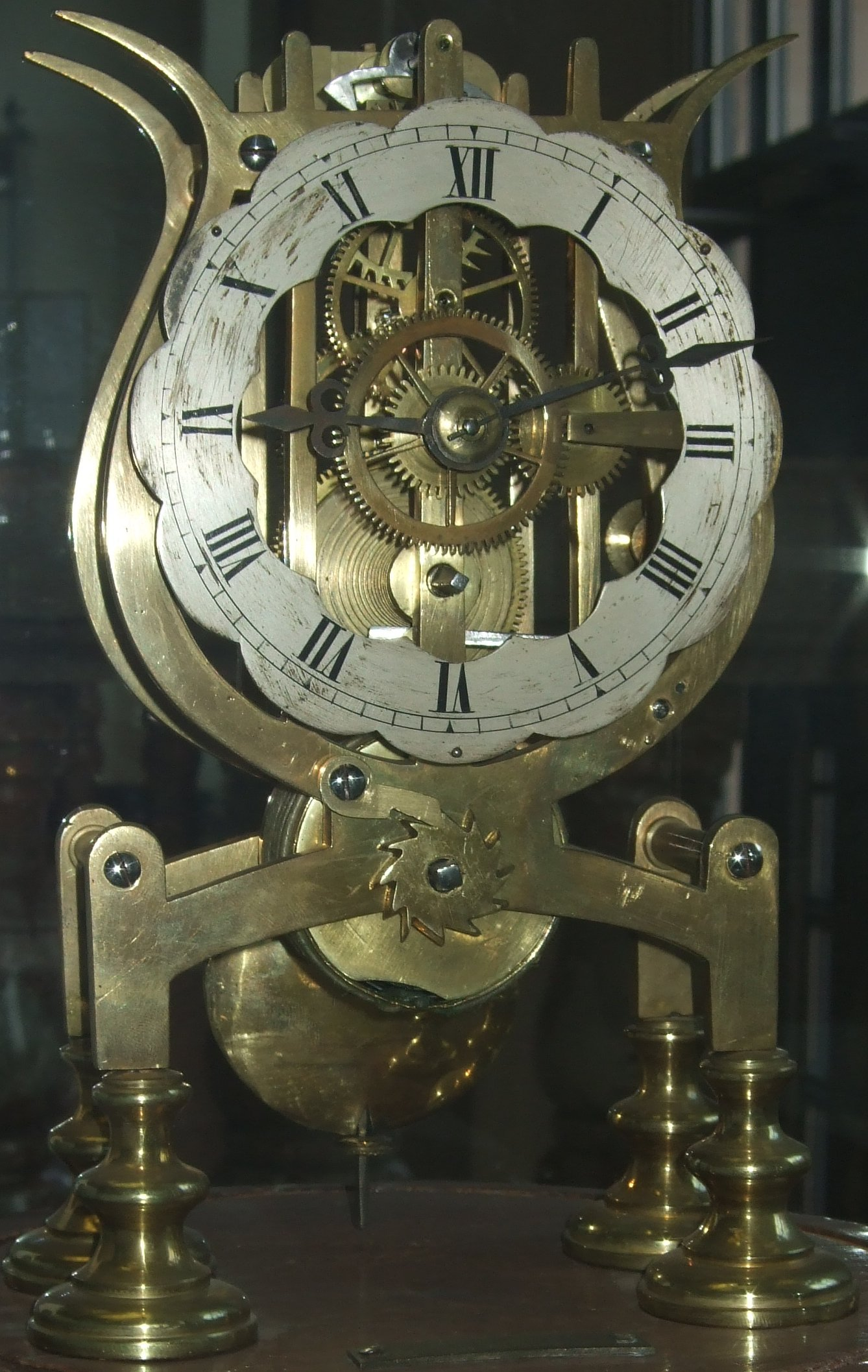
Zegar szkieletowy

Zegar szkieletowy jest uznawany za model pokazowy, który uwidacznia wszelkie koła zębate, sprężyny i inne elementy układu napędzającego zegar. Nie występuje oficjalna definicja oraz standardy, które musi spełnić zegar, aby nazwać go zegarem szkieletowym. Przyjmuje się, że część mechanizmu powinna być wyraźnie widoczna z przodu, a często także z tyłu zegara.
Popularnym zabiegiem stosowanym przy zegarach szkieletowych jest rezygnacja z typowej zegarowej tarczy. W modelach szkieletowych ogranicza się ona jedynie do pierścienia, czyli ramy wokół zegara.
Zegary szkieletowe występują w trzech formach: zegarów wiszących, zegarów kieszonkowych oraz zegarów na rękę.
Początki wiszących zegarów szkieletowych sięgają 1750 roku. Początkowo rodzaj ten wytwarzany był we Francji, a z czasem dotarł do Anglii i Australii.
Również zegary kieszonkowe (Dewizka) doczekały się swoich szkieletowych odpowiedników. Jednym z najwybitniejszych twórców tego rodzaju czasomierzy był Abraham Louis Breguet. Wybitny szwajcarski zegarmistrz zaprojektował zegar szkieletowy dla samej francuskiej królowej Marii Antoniny.
Obecnie tworzy się również zegarki na rękę w strukturze szkieletowej. Dostępne są egzemplarze wykonywane maszynowo w produkcjach masowych. Jednak wciąż można znaleźć zegarki artystyczne tworzone ręcznie przez zegarmistrzów. 